# Naruto: La llegenda de la pedra de Gelel
Naruto: La llegenda de la pedra de Gelel (劇場版 NARUTO 大激突!幻の地底遺跡だってばよ, Gekijō-ban Naruto: Daigekitotsu! Maboroshi no Chiteiiseki Dattebayo) és una pel·lícula d'animació japonesa de 2005 basada en la franquícia de manga i anime de Masashi Kishimoto, escrita per Hirotsugu Kawasaki i Yuka Miyata.
Es va estrenar als cinemes del Japó el 6 d'agost de 2005. En català havia d'arribar originalment en format físic el 24 de maig de 2023, però l'estrena es va avançar al 19 de maig del mateix any a la plataforma Amazon Prime Video.
La pel·lícula està ambientada després de l'episodi 145. El tema principal "Ding! Dong! Dang!" és interpretat per TUBE.

## Argument
El Naruto, el Shikamaru i la Sakura es disposen a tornar una fura perduda al seu amo, però una tropa comandada pel jove cavaller, Temujin, apareix del no-res i els ataca. El Naruto desafia el Temujin a un combat, i després d'un ferotge enfrontament, tots dos cauen per un precipici. D'aquesta manera es veuen embolicats en la lluita per un tresor que alberga un poder llegendari: la Pedra de Gelel. El mestre del Temujin vol fer servir la pedra per crear una utopia, mentre que l'últim del clan que una vegada va custodiar la pedra vol mantenir-la segellada per sempre. Quan el somni de la utopia es converteixi en malson, només el Naruto i els seus companys, amb l'ajuda del Gaara i el Kankuro, podran arreglar les coses.

## Doblatge
| Personatge     | Japonès          | Català            |
| -------------- | ---------------- | ----------------- |
| Naruto Uzumaki | Junko Takeuchi   | David Jenner      |
| Sakura Haruna  | Chie Nakamura    | Nerea Alfonso     |
| Shikamaru Nara | Shotaro Morikubo | Marcel Navarro    |
| Gaara          | Akira Ishida     | Jaume Cuartero    |
| Kankuro        | Yasuyuki Kase    | Roger Pera        |
| Haido          | Akio Najimo      | Domènec Farell    |
| Temujin        | Gamon Kaai       | Xavier Castañer   |
| Kahiko         | Nachi Nozawa     | Joaquim Casado    |
| Kamina         | Sachiko Kojima   | Marta Estrada     |
| Renke          | Houko Kuwashima  | Àngels Ribalta    |
| Emina          | Tomoka Kurokawa  | Jennifer Zaragosa |
| Fugai          | Urara Takano     | Tatiana Supervia  |

## Acollida
La pel·lícula va recaptar 1.180 milions de iens als cinemes japonesos, 179.956 dòlars als cinemes de Taiwan i 11.777 euros als italians (calculant també les recaptes de la pel·lícula anterior, projectada el mateix dia).

## Contingut relacionat
El 22 d'agost de 2005, Shūeisha va publicar al Japó, a la col·lecció Jump J Books, la novel·lització de la pel·lícula, escrita per Masatoshi Kusakabe.